# 莱内塔·威尔逊
莱内塔·威尔逊（英語：Linetta Wilson，1967年10月11日—），美国女子田径运动员，主攻短跑。她曾代表美国参加1996年夏季奥林匹克运动会田径比赛，获得女子4×400米接力金牌。